# 須磨郵便局
須磨郵便局（すまゆうびんきょく）は、兵庫県神戸市須磨区にある郵便局。民営化前の分類では集配普通郵便局であった。

## 概要
住所：〒654-8799 兵庫県神戸市須磨区鷹取町2-1-1
- すぐ東は長田区というところにある。

## 沿革
- 1883年（明治16年）5月16日 - 東須磨郵便局（五等）として開設[1]。
- 1885年（明治18年）10月1日 - 貯金取扱を開始。
- 1890年（明治23年）4月1日 - 須磨郵便局に改称。
- 1890年（明治23年）12月16日 - 為替取扱を開始。
- 1898年（明治31年）1月1日 - 須磨郵便電信局となる。
- 1903年（明治36年）4月1日 - 通信官署官制の施行に伴い須磨郵便局となる。
- 1959年（昭和34年）11月30日 - 須磨区稲葉町二丁目から同区大田町七丁目に移転する[2]とともに、電話通話および和文電報受付事務の取扱を開始[3]。
- 1989年（平成元年）5月15日 - 須磨区大田町七丁目から同区鷹取町二丁目に移転。
- 1998年（平成10年）9月1日 - 外国通貨の両替および旅行小切手の売買に関する業務取扱を開始。
- 2007年（平成19年）10月1日 - 民営化に伴い、郵便局会社の須磨郵便局（窓口業務）と郵便事業須磨支店（集配業務など）とに分割承継。局舎は郵便事業株式会社が引き継いだ。
- 2012年（平成24年）10月1日 - 日本郵便株式会社発足に伴い、郵便事業須磨支店を須磨郵便局に統合。

## 取扱内容
- 郵便、印紙、ゆうパック、内容証明
- 貯金、為替、振替、振込、国際送金、国債、投資信託
- 生命保険、バイク自賠責保険、自動車保険
- 地方公共団体事務（兵庫県住宅再建共済基金利用申込取次事務）
- ゆうちょ銀行ATM
- 「654-00xx」区域（神戸市須磨区内の一部地域）の集配業務
- ゆうゆう窓口

## 周辺
- ニトリ神戸須磨店
- 須磨海浜公園、神戸須磨シーワールド
- マルアイ須磨若宮店
- マクドナルド2号線須磨店

## アクセス
- JR山陽本線（JR神戸線） 鷹取駅から徒歩約7分
- 山陽電鉄本線 東須磨駅から徒歩約19分
- 神戸市バス 鷹取町（マルアイ前）停留所下車
- 阪神高速神戸線 若宮出入口から北東へ約1km
- 国道2号沿い
- 駐車場あり：12台